# Midinho, o Pequeno Missionário
Midinho, o Pequeno Missionário é uma série de desenho animado brasileira produzida pela Super Toons e Graça Filmes. No Brasil, ela foi feita pra ser exibida no programa evangélico Show da Fé, exibido pela RIT, Rede TV! e Rede Bandeirantes entre 2010 e 2012. Em Portugal, ela foi feita para ser exibida no programa infantil Zig Zag (RTP) exibido pela RTP1 e RTP2 entre 2011 e 2016. Foi uma das primeiras séries de animação brasileiras para televisão aberta. Além disso, foi distribuída também por meio de DVDs.

## Enredo
A série evangélica gira em torno de Romildo Ribeiro Soares, que todos conhecem por Midinho, um garoto evangélico que sempre carrega sua Bíblia contando histórias bíblicas e retirando delas um ensinamento a ser aplicado nas suas vidas.
Midinho está sempre presente quando seus amigos precisam e tem sempre uma história da Palavra de Deus na ponta da língua, e aos pouquinhos vai semeando a Palavra nos corações da turminha, enquanto o Espírito Santo vai transformando as suas vidas.

## Personagens
- Midinho
- André
- Marcos
- Filipe
- Daniel
- Davi
- Lídia
- Ester
- Maíra
- Gustavo

- Fernanda

- Montanha
- Juju
- Agatha
- Tonico
- Moisés
- Timóteo
- Tiana
- Mãe Magdalena
- Raquel
- Pipoca
- Espoleta
- Helena

## Dubladores
- Midinho: Regis Furlan (1ª voz)/João Marcelo (2ª voz)
- Maíra/Daniel/Felipe: Jussane Pavan
- Gustavinho: Robson Silva (1ª voz) / Alex Minei (2ª voz)
- David/Deus/André/Abertura: Marcelo Souza
- Ester: Renata Carolina
- Vivi: Yukari Carolina
- Nanda: Rita Almeida
- Jesus: Ricardo San
- Lili/Marcos: Elza Gonçalves
- Madalena: Elizabeth Pelegine
- Timóteo/Moisés: Danilo Diniz
- Montanha: Fábio de Castro
- Raquel/Agatha: Marli Bortoletto
- Vozes adicionais e personagens bíblicos: Paulo Cavalcante, Marli Bortoletto, Laís Camargo, Daniel Café, Bruno Dias, Missionário R. R. Soares, Pastor Jayme de Amorim Campos, Pedro Leite, Bruno Camargo, Luana Beline, Rafael Pequeno, Rita de Cássia, e Danilo Diniz.
- Direção de dublagem: Marcelo Souza e Marli Bortoletto
- Direção de canção: Danilo Adriano

## Lista de episódios
| Midinho, o Pequeno Missionário – Antigo Testamento                | estreia                                      | versículos                                  | ref.        |
| ----------------------------------------------------------------- | -------------------------------------------- | ------------------------------------------- | ----------- |
| Volume 1 - Daniel na Cova dos Leões                               |                                              |                                             |             |
| 01- Daniel na Cova dos Leões                                      | Daniel, Midinho, Felipe, Marcos e Davi       | Daniel 6                                    | 165         |
| 02- Daniel no palácio do Rei                                      | Vendedor de Cachorro Quente                  | Daniel 1                                    | 167         |
| 03- A estátua de Ouro                                             | Mãe Madalena                                 | Daniel 3                                    | 164         |
| 04- A escritura na Parede                                         | Montanha e 4 Garotos                         | Daniel 5                                    | 166         |
| Volume 2 - Davi e Golias                                          |                                              |                                             |             |
| 05- Saul e os Espíritos Malignos                                  | Funkeiro do MP3 e RR Soares (apenas voz)     | 1 Samuel 16.14-23                           | 114         |
| 06-A consagração de Davi                                          | Lili                                         | 1 Samuel 16.1-13                            | 113         |
| 07-Davi e Golias                                                  | Menino do Judô e Mais Torcedores             | 1 Samuel 17                                 |             |
| 08-Davi perdoa a Saul                                             | Alunos, Maíra, Professora e Lucas            | 1 Samuel 26                                 | 115         |
| Volume 3 - A sabedoria do Rei Salomão                             |                                              |                                             |             |
| 09- A sabedoria do Rei Salomão                                    | Pipoca, Raquel e Espoleta (outros cachorros) | 1 Reis 3.16-28                              | 116         |
| 10- O sacrifício de Ana                                           | Amigos de Marcos                             | 1 Samuel 1.9-28                             | 117         |
| 11- A viúva de Sarepta                                            | Irmãos da Igreja                             | 1 Reis 17.8-24                              |             |
| 12- Sansão e Dalila                                               | Vítimas de Caio, Diretora e Caio             | Juízes 16                                   | 118         |
| Volume 4 - Jonas e o Grande Peixe                                 |                                              |                                             |             |
| 13- Jonas e o grande Peixe                                        | Dona Horácia                                 | Jonas 1 e 2                                 | 119         |
| 14- Jonas na cidade de Nínive                                     | Vivi                                         | Jonas 3 e 4                                 | 120         |
| 15- A cura de Naamã                                               | Ester                                        | 2 Reis 5.1-19                               | 121         |
| 16- A coroação de Roboão                                          | Vovó                                         | 1 Reis 12.1-25                              | 122         |
| Volume 5 - A travessia do Mar Vermelho                            |                                              |                                             |             |
| 17- O salvamento de Moisés                                        | Miriam                                       | Êxodo 2.1-10                                | 124         |
| 18- Deus fala com Moisés                                          |                                              | Êxodo 3-4                                   | 123         |
| 19- Deus fala com o Faraó                                         |                                              | Êxodo 7-12                                  | 125         |
| 20- A travessia do Mar Vermelho                                   |                                              | Êxodo 14                                    | 126         |
| Volume 6 - A jumenta de Balaão                                    |                                              |                                             |             |
| 21- A jumenta de Balaão                                           | Agatha                                       | Números 22                                  | 127         |
| 22- A história do rei Acabe                                       |                                              | 1 Reis 22.1-40                              | 128         |
| 23- O exército de Gideão                                          | Lucas                                        | Juízes 7                                    | 129         |
| 24- Esaú e Jacó                                                   |                                              | Gênesis 27                                  | 130         |
| Volume 7 - José no Egito                                          |                                              |                                             |             |
| 25- A capa de José                                                |                                              | Gênesis 37                                  |             |
| 26- José e o sonho do Faraó                                       |                                              | Gênesis 41.1-37                             | 131         |
| 27- José no Egito                                                 |                                              | Gênesis 42-45                               | 132         |
| 28- O fruto proibido                                              | Zeca                                         | Gênesis 1-3                                 |             |
| Volume 8 - A arca de Noé                                          |                                              |                                             |             |
| 29- A arca de Noé                                                 |                                              | Gênesis 6-8                                 |             |
| 30- O desafio de Elias                                            |                                              | 1 Reis 18.22-46                             | 133         |
| 31- Eliseu e os siros                                             |                                              | 2 Reis 6.8-23                               | 134         |
| 32- A tomada de Jericó                                            | Júlia                                        | Josué 6                                     | 135         |
| Volume 9 - A vida de Jó                                           |                                              |                                             |             |
| 33- A torre de Babel                                              |                                              | Gênesis 11                                  |             |
| 34- A rainha Ester                                                | Juca                                         | Ester 1-7                                   | 136         |
| 35- A vida de Jó                                                  |                                              | Jó 1-2                                      | 137         |
| 36- A história de Joás                                            | Claus, Marina e Tacamoto                     | 2 Reis 11                                   | 138         |
| Volume 10 - A escolha de Rute                                     |                                              |                                             |             |
| 37- A história de Neemias                                         |                                              | Neemias 1, 2, 4 e 6                         | 142         |
| 38- Mefibosete                                                    | Paulo, Lurdes                                | 2 Samuel 4.1-4; 9                           | 139         |
| 39- Josias e o livro da lei                                       |                                              | 2 Reis 22; 23.1-4                           | 140         |
| 40- A escolha de Rute                                             | Andira                                       | Rute                                        | 141         |
| Volume 11 - Os dez mandamentos                                    |                                              |                                             |             |
| 41- Os dez mandamentos                                            | Juju                                         | Êxodo 19-20                                 |             |
| 42- A história de Jefté                                           | Dedé                                         | Juízes 11                                   | 143         |
| 43- Jacó e Labão                                                  | Gustavinho e Oscar                           | Gênesis 28-31                               | 144         |
| 44- Davi e Jônatas                                                | Nanda                                        | 1 Samuel 18-20                              | 145         |
| Volume 12 - Terra de gigantes                                     |                                              |                                             |             |
| 45- O pedido do rei Salomão                                       | Os Trambiqueiros                             | 1 Reis 1-10                                 | 146         |
| 46- A história de Josué                                           | Jandira, Ana, Helena                         | Josué 9.1-20; 10.1-15                       | 147         |
| 47- Terra de gigantes                                             | Senhor Hilário                               | Números 13 e 14                             | 148         |
| 48- A charada de Sansão                                           |                                              | Juízes 14.1-18                              | 149         |
| Volume 13 - A vitória do rei Ezequias                             |                                              |                                             |             |
| 49- A vitória do rei Ezequias                                     | Euclides e Prefeito Olavo Vidigal            | Isaías 36 e 37                              | 150         |
| 50- O êxodo                                                       |                                              | Êxodo 15.22-27; 16.1-15; 17.1-6             | 152         |
| 51- O dízimo                                                      | Tia Juju                                     | 1 Reis 17.1-16                              | 151         |
| 52- Chibolete                                                     | Júlio                                        | Juízes 12.1-7                               | 153         |
| Volume 14 - A idolatria de Manassés                               |                                              |                                             |             |
| 53- A idolatria de Manassés                                       |                                              | 2 Crônicas 33.1-13                          | 154         |
| 54- As árvores escolhem um Rei                                    |                                              | Juízes 8.29-35; 9                           | 155         |
| 55- O voto de Saul                                                |                                              | 1 Samuel 14.1-45                            | 156         |
| 56- O orgulho de Uzias                                            |                                              | 2 Crônicas 26                               | 157         |
| Volume 15 - O bezerro de ouro                                     |                                              |                                             |             |
| 57- O bezerro de ouro                                             |                                              | Êxodo 32.1-9,14-28                          | 158         |
| 58- O vaso novo                                                   |                                              | Jeremias 18.1-10                            | 160         |
| 59- A ostentação de Ezequias                                      |                                              | 2 Reis 20.1-18                              | 159         |
| 60- As Valas Vermelhas                                            |                                              | 2 Reis 3.1-25                               | 161         |
| Volume 16 - Elias no monte Horebe                                 |                                              |                                             |             |
| 61- A sedição de Miriã e Arão                                     |                                              | Números 12                                  | 162         |
| 62- A história de Sara                                            | Celso                                        | Hebreus 11.11                               | 168         |
| 63- Elias no monte Horebe                                         |                                              | 1 Reis 19                                   | 163         |
| 64- Uma surpresa para Midinho                                     |                                              |                                             |             |
| Midinho, o Pequeno Missionário – Novo Testamento                  | estreia                                      | versículos                                  | referências |
| Volume 1 - O Nascimento de Jesus                                  |                                              |                                             |             |
| 65- O Nascimento de Jesus                                         |                                              | Lucas 1.26-35; Mateus 1.18-21; Lucas 2.1-20 |             |
| 66- O batismo de Jesus                                            |                                              | Mateus 3.13-17                              |             |
| 67- O menino Jesus no templo                                      |                                              | Lucas 2.39-52                               |             |
| 68- Jesus é tentado pelo diabo                                    |                                              | Mateus 4.1-11                               |             |
| Volume - 2 - O Centurião de Cafarnaum                             |                                              |                                             |             |
| 69- O Endemoniado Gadareno                                        |                                              | Marcos 5.1-20                               |             |
| 70- Os Apóstolos de Jesus                                         | Tonico                                       | Mateus 10                                   |             |
| 71- Os Samaritanos não recebem a Jesus                            |                                              | Lucas 9.51-56                               |             |
| 72- O Centurião de Cafarnaum                                      |                                              | Mateus 8.5-13                               |             |
| Volume 3 - O Bom Samaritano                                       |                                              |                                             |             |
| 73- O Bom Samaritano                                              | Jerisvaldo                                   | Lucas 10.25-37                              |             |
| 74- O Rico Insensato                                              |                                              | Lucas 12.13-21                              |             |
| 75- A Parábola do Semeador                                        |                                              | Mateus 13.1-23                              |             |
| 76- A Pesca Maravilhosa                                           | Potira e Índios                              | Lucas 5.1-11                                |             |
| Volume 4 - Os Magos do Oriente                                    |                                              |                                             |             |
| 77- Os Magos do Oriente                                           |                                              | Mateus 2                                    |             |
| 78- A Blasfêmia dos Fariseus                                      |                                              | Lucas 11.14-28                              |             |
| 79- A Vocação de Mateus                                           |                                              | Mateus 9.9-13                               |             |
| 80- Jesus Cura no Sábado                                          | Akawã, Baependír                             | Marcos 3.1-12                               |             |
| Volume 5 - A Parábola de Lázaro e o Rico                          |                                              |                                             |             |
| 81- A Parábola de Lázaro e o Rico                                 | Seu Firmino                                  | Lucas 16.19-31                              |             |
| 82- A Parábola do Juiz Iníquo                                     |                                              | Lucas 18.1-8                                |             |
| 83- O Milagre da Multiplicação do Peixes                          |                                              | Mateus 14.13-21                             |             |
| 84- A Grande Ceia                                                 |                                              | Lucas 14.15-24                              |             |
| Volume 6 - O pedido de Tiago e João                               |                                              |                                             |             |
| 85- A Mulher Adúltera                                             |                                              | João 8.1-11                                 |             |
| 86- A Cura da Mulher Hemorrágica                                  |                                              | Marcos 5.25-34                              |             |
| 87- A Parábola dos Dez Talentos                                   |                                              | Mateus 25.14-30                             |             |
| 88- O pedido de Tiago e João                                      |                                              | Marcos 10.32-45                             |             |
| Volume 7 - Jesus anda por cima do mar                             |                                              |                                             |             |
| 89- Jesus anda por cima do mar                                    | Jubão, Vareta                                | Marcos 6.45-56                              |             |
| 90- Jesus acalma a tempestade                                     | Vinícius                                     | Marcos 4.35-41                              |             |
| 91- A questão do tributo                                          |                                              | Lucas 20.19-26                              |             |
| 92- A oferta da viúva pobre                                       | Margarida                                    | Lucas 21.1-4                                |             |
| Volume 8 - A parábola dos Dois Filhos                             |                                              |                                             |             |
| 93- A parábola dos Dois Filhos                                    |                                              | Mateus 21.28-32                             |             |
| 94- O pedido de Jairo                                             |                                              | Marcos 5.35-43                              |             |
| 95- Zaqueu, o publicano                                           |                                              | Lucas 19.1-10                               |             |
| 96- A parábola das dez virgens                                    |                                              | Mateus 25.1-13                              |             |
| Volume 9 - Jesus Lava os Pés dos Apóstolos                        |                                              |                                             |             |
| 97- Jesus encoraja seus discípulos                                |                                              | Lucas 12.4-12                               |             |
| 98- A parábola do credor incompassivo                             |                                              | Mateus 18.21-35                             |             |
| 99- Jesus Lava os Pés dos Apóstolos                               | Chris                                        | João 13.1-20                                |             |
| 100- O fermento dos Fariseus e Saduceus                           |                                              | Mateus 16.1-12                              |             |
| Volume 10 - A Parábola da Ovelha Perdida                          |                                              |                                             |             |
| 101- A Parábola da Ovelha Perdida                                 |                                              | Lucas 15.1-10                               |             |
| 102- A Ressurreição de Lázaro                                     |                                              | João 11.1-45                                |             |
| 103- A Parábola do Filho Pródigo                                  |                                              | Lucas 15.11-32                              |             |
| 104- Jesus Visita Marta e Maria                                   |                                              | Lucas 10.38-42                              |             |
| Volume 11 - A Mulher de Samaria                                   |                                              |                                             |             |
| 105- A Mulher de Samaria                                          |                                              | João 4.1-30                                 |             |
| 106- A Parábola do Tesouro Escondido                              |                                              | Mateus 13.44-52                             |             |
| 107- Alguns Gregos Desejam Ver Jesus                              |                                              | João 12.20-35                               |             |
| 108- Jesus Ensina no Templo na Festa dos Tabernáculos             | Gabriela                                     | João 7.10-53                                |             |
| Volume 12- A Pecadora que Ungiu os Pés de Jesus                   |                                              |                                             |             |
| 109- A Figueira Seca                                              |                                              | Mateus 21.18-22                             |             |
| 110- A Pecadora que Ungiu os Pés de Jesus                         |                                              | Lucas 7.36-50                               |             |
| 111- A Vida Eterna                                                | Pedro Henrique e Claudinei                   | Mateus 25.31-46                             |             |
| 112- Jesus Expulsa os vendedores do Templo                        |                                              | Mateus 21.1-13                              |             |
| Volume 13 - O Cego de Jericó                                      |                                              |                                             |             |
| 113- A Parábola a cerca da Providência                            |                                              | Lucas 14.25-35                              |             |
| 114- O cego de Jericó                                             |                                              | Marcos 10.46-52                             |             |
| 115- A Santa Ceia                                                 |                                              | Mateus 26.17-30                             |             |
| 116- O Paralítico de Cafarnaum                                    | Murilo                                       | Marcos 2.1-12                               |             |
| Volume 14 - Jesus, O Bom Pastor                                   |                                              |                                             |             |
| 117- Jesus, O Bom Pastor                                          |                                              | João 10.1-21                                |             |
| 118- A traição de Judas                                           |                                              | Mateus 26.36-56                             |             |
| 119- Fariseus e o publicano                                       |                                              | Lucas 18.9-14                               |             |
| 120- Jesus perante Pilatos                                        |                                              | Mateus 27.11-31                             |             |
| Volume 15 - A Crucificação                                        |                                              |                                             |             |
| 121- Pedro Nega Jesus                                             |                                              | João 18.12-27                               |             |
| 122- A Crucificação                                               |                                              | Lucas 23.33-48                              |             |
| 123- A Ressurreição de Jesus                                      |                                              | Mateus 27.57–28.10                          |             |
| 124- A Dúvida de Tomé                                             |                                              | João 20.19-31                               |             |
| Volume 16 - Pentecostes                                           |                                              |                                             |             |
| 125- A Cura de uma Jovem Adivinhadora                             |                                              | Atos 16.16-34                               |             |
| 126- Estevão, o Mártir                                            |                                              | Atos 6.8-15; 7                              |             |
| 127- A Conversão de Saulo                                         |                                              | Atos 9.1-18                                 |             |
| 128- Pentecostes                                                  |                                              | Atos 2.1-13                                 |             |
| Volume 17 - A Cura dos Dez Leprosos                               |                                              |                                             |             |
| 129- A Cura dos Dez Leprosos                                      |                                              |                                             |             |
| 130- O Sal da terra e a Luz do mundo                              |                                              | Mateus 5.13-16                              |             |
| 131- A Parábola do Servo Vigilante                                |                                              | Lucas 12.35-48                              |             |
| 132- A Parábola do Servo Infiel                                   | Compadre Jurandir                            | Lucas 16.1-13                               |             |
| Volume 18 - As Bem-Aventuranças                                   |                                              |                                             |             |
| 133- As Bem-Aventuranças                                          |                                              | Mateus 5.1-12                               |             |
| 134- Ananias e Safira                                             |                                              | Atos 4.32–5.11                              |             |
| 135- Elimas, o encantador                                         |                                              | Atos 13.4-12                                |             |
| 136- A Cura de um Lunático                                        |                                              | Marcos 9.14-29                              |             |
| Volume 19 - A Porta Estreita                                      |                                              |                                             |             |
| 137- A Porta Estreita                                             |                                              | Lucas 13.22-30                              |             |
| 138- O Novo Nascimento                                            |                                              | João 3.1-12                                 |             |
| 139- Trabalhadores na vinha                                       |                                              | Mateus 20.1-16                              |             |
| 140- A Cura de um Menino Perturbado                               | Lontra e Toninho                             | Lucas 8.26-39                               |             |
| Volume 20 - A Parábola do Cego que Guiava outro Cego              |                                              |                                             |             |
| 141- A Parábola do Cego que Guiava outro Cego                     |                                              | Lucas 6.37-42                               |             |
| 142- O Sermão Acerca da Esmola                                    |                                              | Mateus 6.1-4                                |             |
| 143- A Parábola dos Primeiros Assentos                            |                                              | Lucas 14.7-14                               |             |
| 144- O Batismo de João                                            |                                              | Lucas 20.1-8                                |             |
| Volume 21 - Os Bereanos                                           |                                              |                                             |             |
| 145- A Mulher Cananeia                                            | Divonilson                                   | Mateus 15.21-28                             |             |
| 146- O Perseguidor Torna-se Perseguido                            |                                              | Atos 9.19-31                                |             |
| 147- Paulo Prega em Éfeso                                         | Maísa, Zé & João                             | Atos 19.11-20                               |             |
| 148- Os Bereanos                                                  |                                              | Atos 17.10-14                               |             |
| Volume 22 - A Vinda Súbita do Reino de Deus                       |                                              |                                             |             |
| 149- O Jovem Rico                                                 |                                              | Mateus 19.16-30                             |             |
| 150- A Vinda Súbita do Reino de Deus                              |                                              | Lucas 17.20-37                              |             |
| 151- A Tradição dos Anciãos                                       |                                              | Mateus 15.1-20                              |             |
| 152- O Jugo de Deus                                               |                                              | Mateus 11.25-30                             |             |
| Midinho, o Pequeno Missionário – As Viagens Missionárias de Paulo | estreia                                      | versículos                                  | referências |
| Volume 1                                                          |                                              |                                             |             |
| 153- O concurso                                                   |                                              |                                             |             |
| 154- A Infância de Paulo                                          |                                              |                                             |             |
| 155- A Caminho de Jerusalém                                       |                                              |                                             |             |
| 156- A Fuga do Templo de Jerusalém                                |                                              |                                             |             |
| Volume 2                                                          |                                              |                                             |             |
| 157- O Martírio de Estevão                                        |                                              |                                             |             |
| 158- A Luz do Senhor                                              |                                              |                                             |             |
| 159- A Fuga de Damasco                                            |                                              |                                             |             |
| 160- O Único Deus                                                 |                                              |                                             |             |
| Volume 3                                                          |                                              |                                             |             |
| 161- Siga em Frente                                               |                                              |                                             |             |
| 162- Providências Divinas                                         |                                              |                                             |             |
| 163- A Cura do Aleijado                                           |                                              |                                             |             |
| 164- O Rito Mosaico                                               |                                              |                                             |             |
| Volume 4                                                          |                                              |                                             |             |
| 165- Chamada à Macedônia                                          |                                              |                                             |             |
| 166- A Conversão de Lídia                                         |                                              |                                             |             |
| 167- A Cura da Adivinhadora                                       |                                              |                                             |             |
| 168- O Batismo do Carcereiro                                      |                                              |                                             |             |
| Volume 5                                                          |                                              |                                             |             |
| 169- Paulo em Tessalônica e Bereia                                |                                              |                                             |             |
| 170- O Areópago                                                   |                                              |                                             |             |
| 171- O tribunal de Gálio                                          |                                              |                                             |             |
| 172- O Naufrágio do Navio                                         |                                              |                                             |             |
| Volume 6                                                          |                                              |                                             |             |
| 173- Paulo na ilha de Malta                                       |                                              |                                             |             |
| 174- A Prisão e as cartas de Roma                                 |                                              |                                             |             |
| 175- O Legado de Paulo                                            |                                              |                                             |             |
| 176- A Volta para Casa                                            |                                              |                                             |             |